# جيمس ووكر (سياسي بريطاني)
جيمس ووكر (بالإنجليزية: James Walker)‏ هو سياسي بريطاني (وحمل سابقاً جنسية المملكة المتحدة لبريطانيا العظمى وأيرلندا)، ولد في 1883، وتوفي في 5 يناير 1945 بسبب حادث مرور. حزبياً، نشط في حزب العمال. في الانتخابات العامة في المملكة المتحدة 1929 ‏، انتخب عضو برلمان المملكة المتحدة الـ35 عن دائرة Newport (Monmouthshire) (UK Parliament constituency) ‏ (30 مايو 1929 – 7 أكتوبر 1931) وفي الانتخابات العامة في المملكة المتحدة 1935 ‏، انتخب عضو برلمان المملكة المتحدة الـ37 عن دائرة Motherwell (UK Parliament constituency) ‏ (14 نوفمبر 1935 – 5 يناير 1945).